# یویا یاماگیشی
یویا یاماگیشی (ژاپنی: 山岸 祐也؛ زادهٔ ۲۹ اوت ۱۹۹۳) یک بازیکن فوتبال اهل ژاپن است.
از باشگاه‌هایی که در آن بازی کرده‌است می‌توان به باشگاه فوتبال تسپاکوستاسو گونما، باشگاه فوتبال گیفو و باشگاه فوتبال مونتدیو یاماگاتا اشاره کرد.